# VRijland
VRijland è una serie televisiva olandese per ragazzi.

## Trama
La serie segue le avventure di un gruppo di ragazzi che vive un piccolo villaggio chiamato Rijland.